# Tratado de Bruselas (2013)
El Acuerdo de Bruselas se realizó entre los gobiernos de Serbia y Kosovo sobre la normalización de sus relaciones. Fue negociado y concluido, aunque no firmado por ninguna de las partes, en Bruselas bajo los auspicios de la Unión Europea. Las negociaciones fueron dirigidas por el primer ministro serbio Ivica Dacic y el primer ministro de Kosovo Hashim Thaçi, y mediado por el  Alto Representante de la UE, Catherine Ashton. El acuerdo se celebró el 19 de abril de 2013.

## Antecedentes
Después de la guerra de Kosovo y del  bombardeo de la OTAN de Yugoslavia en 1999, Kosovo se colocó bajo la  Administración de las Naciones Unidas bajo  Resolución UNSC 1244. En 2008, Kosovo declaró la independencia y desde entonces ha sido reconocido por 111 países.

## Conversaciones
Hasta el momento se han celebrado diez rondas de conversaciones en la oficina del Servicio Europeo de Acción Exterior en Bruselas. La baronesa Ashton, Alto Representante de la UE, presidió las conversaciones durante dos años. seguida por Federica Mogherini. La normalización de las relaciones con los estados vecinos es una condición previa clave para los Estados que deseen ingresar en la UE; el Acuerdo de Bruselas acercó a Serbia a las negociaciones de adhesión a la UE y a Kosovo a la rúbrica de un  Acuerdo de Estabilización y Asociación (AEA). El AEA fue firmado por la Alta Representante Federica Mogherini y el Primer Ministro Isa Mustafa en octubre de 2015. Uno de los problemas más difíciles sigue siendo la eliminación de las estructuras serbias paralelas en la parte norte de Kosovo hasta la plena soberanía.
Diplomáticos estadounidenses apoyaron el diálogo liderado por la UE desde el principio. La Secretaria de Estado de los Estados Unidos, Hillary Clinton invitó a la baronesa Ashton a emprender viajes conjuntos en los Balcanes, y las dos hicieron visitas conjuntas a Belgrado y Pristina (así como a Sarajevo) en octubre de 2012. Clinton asignó a   Philip Reeker para apoyar los esfuerzos de Ashton. Reeker y su equipo se coordinaron estrechamente con sus colegas de la UE y se reunieron con representantes serbios y kosovares al margen de cada sesión de diálogo en Bruselas y durante visitas a la región.
El resultado fue un "Primer Acuerdo de Principios que Regula la Normalización de las Relaciones" de 15 puntos, rubricado pero no firmado el 19 de abril de 2013.
Después de que se concluyó el acuerdo, la Comisión Europea informó oficialmente que comenzarían los trabajos en un AEA con Kosovo, y comenzó  negociaciones de adhesión con Serbia. El acuerdo fue apoyado por la Unión Europea, la OTAN, la OSCE y las Naciones Unidas.

## Acuerdo
Con solo 2 páginas, el acuerdo tiene 15 párrafos muy cortos. Los párrafos 1 a 6 se refieren al establecimiento, el alcance y las funciones de una propuesta de "Asociación/Comunidad de municipios de mayoría serbia en Kosovo". Los párrafos 7 a 9 se refieren a las estructuras policiales y de seguridad e incluyen que habrá una fuerza de policía para que todo Kosovo, incluidas la parte norte, que se llamará "Policía de Kosovo". El párrafo 11 establece que las elecciones municipales se celebrarán en todo Kosovo en virtud de la legislación de Kosovo. El párrafo 13 contiene el compromiso de intensificar las discusiones sobre energía y telecomunicaciones. El párrafo 14 establece que "ninguna de las partes bloqueará o alentará a otros a bloquear el progreso de la otra parte en sus respectivos caminos en la UE". El párrafo 15 contempla el establecimiento de un comité de implementación con la colaboración de la UE.
Políticamente, el documento pretende acordar la integración de los municipios de mayoría serbia en el norte de Kosovo en el sistema legal de Kosovo, al tiempo que proporciona ciertas garantías. Las garantías son que:
- todos los asuntos judiciales estarán sujetos a la legislación de Kosovo, pero los serbios de Kosovo deben ser mayoría en ciertos grupos judiciales, y  el Tribunal de Distrito de Mitrovica debe estar localizado en Mitrovica Norte; -toda acción policial debe ser realizada por la Policía de Kosovo, pero el comandante regional de la policía para las áreas de mayoría serbia debe ser un serbio de Kosovo, elegido de una lista proporcionada por los municipios serbios de Kosovo.

## Texto completo
1. Habrá una Asociación/Comunidad de municipios de mayoría serbia en Kosovo. La inclusión en la asociación estará abierta a otros municipios siempre que los miembros estén de acuerdo.
2. La Comunidad/Asociación será creada mediante estatuto. Su disolución solo se realizará por decisión de los municipios participantes. Las garantías legales serán provistas por la ley aplicable y la ley constitucional (incluyendo la regla de la mayoría de 2/3).
3. Las estructuras de la Asociación/Comunidad se establecerán sobre la misma base que el estatuto actual de la Asociación de municipios de Kosovo: Presidente, vicepresidente, Asamblea, Consejo.
4. De conformidad con las competencias otorgadas por la Carta Europea del Autogobierno Local y la legislación de Kosovo, los municipios participantes tendrán derecho a cooperar en el ejercicio de sus poderes a través de la Comunidad/Asociación colectivamente. La Asociación/Comunidad tendrá una perspectiva general completa de las áreas de desarrollo económico, educación, salud, planificación urbana y rural.
5. La Asociación/Comunidad ejercerá otras competencias adicionales que puedan delegar las autoridades centrales.
6. La Comunidad/Asociación tendrá un papel representativo ante las autoridades centrales y tendrá un asiento en el consejo consultivo de las comunidades para este fin. En la búsqueda de este papel, se prevé una función de supervisión.
7. Habrá una fuerza de policía en Kosovo llamada Policía de Kosovo. Toda la policía del norte de Kosovo se integrará en el marco de la policía de Kosovo. Los sueldos serán los de la policía de Kosovo
8. A los miembros de otras estructuras de seguridad serbias se les ofrecerá un lugar en estructuras equivalentes de Kosovo.
9. Habrá un comandante regional de policía para los cuatro municipios de mayoría serbia septentrional (norte de Mitrovica, Zvecan, Zubin Potok y Leposavic). El comandante de esta región será un serbio de Kosovo nombrado por el Ministerio del Interior a partir de una lista provista por los cuatro alcaldes en nombre de la Comunidad/Asociación. La composición de la policía de Kosovo en el norte reflejará la composición étnica de la población en los cuatro municipios. (Habrá otro comandante regional para los municipios de Mitrovica South, Skenderaj y Vushtri). El comandante regional de los cuatro municipios cooperará con otros comandantes regionales.

## Conversaciones posteriores
Después del Acuerdo de Bruselas, se han celebrado conversaciones periódicamente para llevar a la práctica las disposiciones en diferentes áreas. En febrero de 2015, se firmó un acuerdo de Justicia, seguido de acuerdos sobre operadores de energía y telecomunicaciones. El 25 de agosto de 2015, se llegó a un acuerdo para el establecimiento de la Asociación de Comuneros Serbios, el núcleo del Tratado de Bruselas. Los estatutos aún no se han redactado.
También existía preocupación acerca de cómo se administrarían las  elecciones del gobierno local en Kosovo de 2013; el gobierno de Serbia se opuso a cualquier mención del "estado de Kosovo" en las papeletas. El gobierno de Serbia acordó que debería animar a los serbios del  norte de Kosovo a participar en estas elecciones locales.
En octubre de 2013, se llegó a acuerdos para que los funcionarios serbios visitasen el norte de Kosovo. Se acordó que los organismos electorales en Kosovo incluirían a los representantes serbios de Kosovo y que se atribuiría a Kosovo el código de marcación internacional +383. Se acordó que el nuevo código entraría en vigor a finales de 2015, pero Serbia volvió a retrasarlo hasta marzo de 2016. El  prefijo telefónico se implementó en diciembre de 2016.

## Reacciones
Algunos estudiosos como Smilja Avramov y Elena Guskova declararon que el Acuerdo de Bruselas viola la Constitución de Serbia y la Carta de las Naciones Unidas y representa un reconocimiento indirecto de la independencia de Kosovo.
La Asamblea de Kosovo ha ratificado el acuerdo, lo ha aceptado en una ley y lo trata como un "acuerdo internacional".
La  Asamblea Nacional de Serbia no ha tratado el acuerdo como internacional, y no lo ha ratificado en una ley vinculante, que es un procedimiento requerido para los acuerdos internacionales en Serbia. Sin embargo, ha aceptado simplemente el informe del gobierno sobre el "proceso hasta ahora político y diálogo técnico con las instituciones temporales en Pristina con la mediación de la UE, incluido el proceso de implementación de los acuerdos logrados". El tribunal constitucional de Belgrado no respondió la pregunta sobre la constitucionalidad del acuerdo, según lo indicado en diciembre de 2014, ya que el problema planteado es una cuestión política, y no legal.
Serbia ha aceptado, sin embargo, que el progreso en la implementación del acuerdo de Bruselas es un requisito previo para las negociaciones de adhesión a la UE en la apertura de las negociaciones del Capítulo 35 en diciembre de 2015.[cita requerida]